# شيلم مزروع

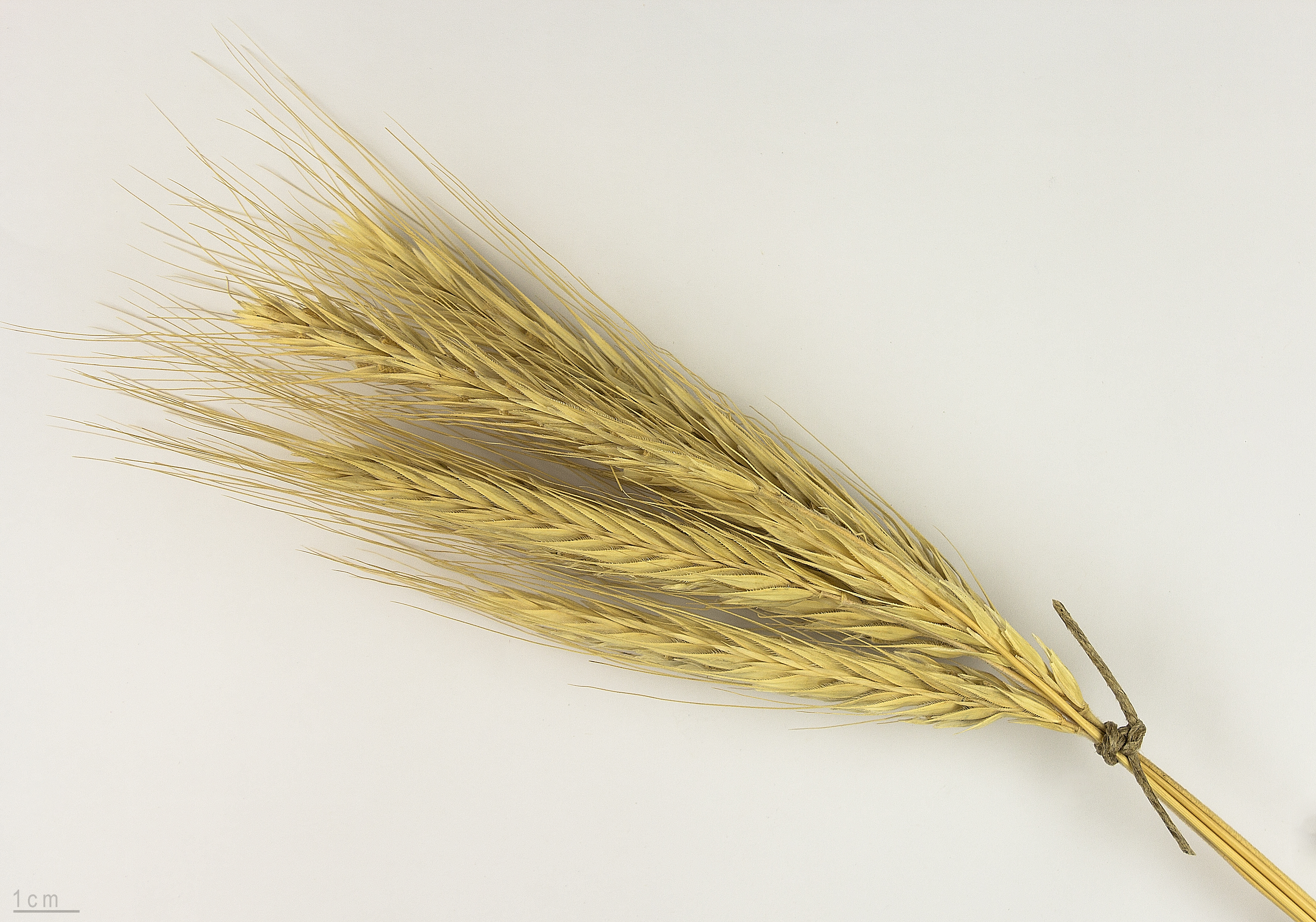
سنبلة شيلم مزروع

الشيلم المزروع أو الشَّيْلَمُ أو الشَّوْلَمُ أو الشَّالَمُ أو الجاودار أو الجويدار أو السلت (الاسم العلمي: Secale cereale) هو نوع نباتي يتبع جنس الشيلم من الفصيلة القبئية. تستخدم حبوبه لإنتاج الطحين (خبز الشيلم) وبعض أنواع المشروبات الكحولية (جعة الشيلم، وويسكي الشيلم وفودكا الشيلم) بالإضافة لاستخدامه علفًا للحيوانات.
عرف الشيلم في آسيا الصغرى وأفغانستان، وعرفه اليونان والرومان، دون أن يتركوا له أية آثار أو كتابات في معابدهم.

## الوصف النباتي
نبات عشبي حوليٌّ يشبه القمح والشيقم والشعير شبهًا كبيرًا.

## محتوياته
يأتي الشيلم بعد القمح مباشرة من حيث قيمته الغذائية.
تحتوي الشيلم على:
- ماء الفحم.
- آزوت.
- الحديد.
- الكالسيوم.

## فوائده
- يصنع منه الخبز.
- ينشط الجسم.
- يفيد لتمييع الدم.
- يفيد المصابين بتصلب الشرايين.
- يسكن الآلام.
- يفيد المصابين بارتفاع الضغط الدموي.
- يصنع من الشيلم شراب مرطب ومطهر (وذلك بغلي 30 غرام منه في لتر ماء).
- كان غذاءً رئيسياً في أوروبا والولايات المتحدة الأمريكية.
- يستعمل علفًا للحيوانات.
- يستعمل قش الشيلم في صناعة الأوراق وأكياس التعبئة والقبعات.
- يستخرج منه أدوية صالحة لتقوية الطاقة الجنسية، ومواد تخديرية تستعمل في الجراحة.
- يستخدم في غسل الشعر فيعطيه لمعانا

## وصلات خارجية
- فليكر
- فليكر